# Fratelli d'Italia (politieke partij)
Fratelli d'Italia (FdI) (Nederlands: Broeders van Italië) is een radicaal-rechtse politieke partij uit Italië. De partij is ontstaan uit de rechtervleugel van het Volk van de Vrijheid. Voordien heette de partij Broeders van Italië - Nationaal Centrumrechts (Italiaans: Fratelli d'Italia - Centrodestra Nazionale; afgekort FdI-CN). Sinds 2017 heet de partij Fratelli d'Italia.

## De partij
De partij werd op 17 december 2012 opgericht door Ignazio La Russa, een van de drie nationale coördinatoren van het Volk van de Vrijheid (PdL) onder de naam Nationaal Centrumrechts. Deze afsplitsing van de PdL was afgesproken met Silvio Berlusconi, de leider van de PdL, om de rechtervleugel van de partij beter te vertegenwoordigen. Op hetzelfde moment probeerde een andere rechtse splintergroep, geleid door Guido Crosetto en Giorgia Meloni (de voorzitster van de jeugdbeweging binnen de PdL), een partij op te richten onder de naam Broeders van Italië. De twee groepen versmolten tot één partij op 21 december.
Broeders van Italië bestaat voornamelijk uit voormalige leden van de Nationale Alliantie (La Russa, Meloni, Massimo Corsaro, Fabio Rampelli, Viviana Beccalossi, Alfredo Mantica enz.) maar bevat ook christendemocraten en liberalen (Crosetto, Giuseppe Cossiga, Elisabetta Gardini enz.). Hierdoor heeft FdI een vergelijkbaar profiel met dat van Toekomst en Vrijheid (FLI), de partij van Gianfranco Fini die zich in 2010 afgescheiden heeft van de PdL en in polemiek met Berlusconi aansluiting gezocht heeft bij het centrum.

## Partijleiding
- Co-voorzitters: Guido Crosetto, Ignazio La Russa, Giorgia Meloni
- Schatbewaarder: Pierfrancesco Gamba